# Europa-Parlamentsvalget 2014 i Slovakiet
Europa-Parlamentsvalget 2014 i Slovakiet blev afholdt 24. maj 2014. Det var det tredje valg til Europa-Parlamentet afholdt i Slovakiet.
Der blev valgt 13 medlemmer af Europa-Parlamentet ved forholdstalsvalg hvor hele Slovakiet udgjorde en enkelt valgkreds. I alt blev 751 medlemmer valgt ved valget i alle EU's medlemslande.
Valgdeltagelsen var kun 13 % af de registrerede vælgere, hvilket var den laveste i hele EU.

## De vigtigste konkurrerende partier
| Parti | Parti        | Parti | Ideologi                                            | Leder                                      |
| ----- | ------------ | --- | --------------------------------------------------- | ------------------------------------------ |
|       | Smer-SD      | Retning - socialdemokrati Smer - sociálna demokracia | Socialdemokratisme                                  | Robert Fico                                |
|       | KDH          | Kristendemokratisk Bevægelse Kresťanskodemokratické hnutie | Kristendemokrati                                    | Ján Figeľ                                  |
|       | SDKÚ         | Slovakiets demokratiske og kristne union Slovenská demokratická a kresťanská únia                                                                                  | Konservativ liberalisme                             | Pavol Frešo                                |
|       | OĽaNO        | Almindelige Mennesker og Uafhængige Personligheder Obyčajní ľudia a nezávislé osobnosti                                                                            | Populisme                                           | Igor Matovič                               |
|       | NOVA-KDS-OKS | Nyt flertal – Slovakiets konservative demokrater – Borgerligt Konservativt Parti Nová väčšina – Konzervatívni demokrati Slovenska – Občianska konzervatívna strana | Konservatisme                                       | Daniel Lipšic Vladimír Palko Ondrej Dostál |
|       | SaS          | Frihed og solidaritet Sloboda a Solidarita | Liberalisme                                         | Richard Sulík                              |
|       | SMK-MKP      | Det ungarske samfunds parti Strana maďarskej komunity – Magyar Közösség Pártja                                                                                     | Ungarske minoritetsinteresser                       | József Berényi                             |
|       | MH           | Bro Most-Híd | Liberal konservatisme Ungarske minoritetsinteresser | Béla Bugár                                 |
|       | TIP          | Vi laver anderledes politik Tvoríme inú politiku | Liberalisme                                         | Tomáš Hudec                                |
|       | SNS          | Slovakisk Nationalparti Slovenská národná strana | Nationalkonservatisme                               | Andrej Danko                               |

## Resultater
| Parti                            | Parti                                                        | Stemmer   | %      | +/–   | Mandater | +/– |
| -------------------------------- | ------------------------------------------------------------ | --------- | ------ | ----- | -------- | --- |
|                                  | Retning - socialdemokrati                                    | 135.089   | 24,10  | –7.92 | 4        | –1  |
|                                  | Kristendemokratisk Bevægelse                                 | 74.108    | 13,22  | +2.35 | 2        | 0   |
|                                  | Slovakiets demokratiske og kristne union – Demokratisk parti | 43.467    | 7,75   | –9.23 | 2        | 0   |
|                                  | Almindelige Mennesker og Uafhængige Personligheder           | 41.829    | 7,46   | Ny    | 1        | Ny  |
|                                  | NOVA–Slovakiets konservative demokrater–OKS                  | 38.316    | 6,83   | +4.72 | 1        | +1  |
|                                  | Frihed og solidaritet                                        | 37.376    | 6,67   | +1.95 | 1        | +1  |
|                                  | Det ungarske samfunds parti                                  | 36.629    | 6,53   | –4.81 | 1        | –1  |
|                                  | Most–Híd                                                     | 32.708    | 5,83   | Ny    | 1        | Ny  |
|                                  | Vi laver anderledes politik                                  | 20.730    | 3,70   | Ny    | 0        | Ny  |
|                                  | Slovakisk Nationalparti                                      | 20.244    | 3,61   | –1.05 | 0        | –1  |
|                                  | Folkepartiet Vores Slovakiet                                 | 9.749     | 1,74   | Ny    | 0        | Ny  |
|                                  | Lov og Ret                                                   | 9.322     | 1,66   | Ny    | 0        | Ny  |
|                                  | Slovakiets kommunistiske parti                               | 8.510     | 1,52   | –0.13 | 0        | 0   |
|                                  | Slovakiets Demokratiske Parti                                | 8.378     | 1,49   | –7.49 | 0        | –1  |
|                                  | Nation og retfærdighed - vores parti                         | 7.763     | 1,38   | Ny    | 0        | Ny  |
|                                  | Storslået Slovakiet                                          | 6.646     | 1,19   | Ny    | 0        | Ny  |
|                                  | Europæisk Demokratisk Parti                                  | 3.739     | 0,67   | Ny    | 0        | Ny  |
|                                  | Kristent slovakisk nationalparti                             | 3.631     | 0,65   | Ny    | 0        | Ny  |
|                                  | Det moderne Slovakiets parti                                 | 2.851     | 0,51   | Ny    | 0        | Ny  |
|                                  | Daggry                                                       | 2.773     | 0,49   | Ny    | 0        | Ny  |
|                                  | 7 Slovakiets modige regionale parti                          | 2.696     | 0,48   | Ny    | 0        | Ny  |
|                                  | Grønt Parti                                                  | 2.623     | 0,47   | Ny    | 0        | Ny  |
|                                  | Slovakisk Folkeparti                                         | 2.590     | 0,46   | Ny    | 0        | Ny  |
|                                  | Direkte demokrati – Kristeligt Folkeparti                    | 2.405     | 0,43   | Ny    | 0        | Ny  |
|                                  | VZDOR                                                        | 1.769     | 0,32   | Ny    | 0        | Ny  |
|                                  | Hjemland                                                     | 1.311     | 0,23   | Ny    | 0        | Ny  |
|                                  | Demokratisk Borgerparti                                      | 1.273     | 0,23   | Ny    | 0        | Ny  |
|                                  | Ungarsk kristendemokratisk alliance                          | 1.170     | 0,21   | Ny    | 0        | Ny  |
|                                  | Nyt Parlament                                                | 900       | 0,16   | Ny    | 0        | Ny  |
| I alt                            | I alt                                                        | 560.595   | 100,00 | –     | 13       | 0   |
|                                  |                                                              |           |        |       |          |     |
| Gyldige stemmer                  | Gyldige stemmer                                              | 560.603   | 97,25  |       |          |     |
| Ugyldige/blanke stemmer          | Ugyldige/blanke stemmer                                      | 15.834    | 2,75   |       |          |     |
| Stemmer i alt                    | Stemmer i alt                                                | 576.437   | 100,00 |       |          |     |
| Stemmeberettigede/valgdeltagelse | Stemmeberettigede/valgdeltagelse                             | 4.414.433 | 13,06  |       |          |     |
| Kilde: Statistics.sk             |                                                              |           |        |       |          |     |

| Stemmefordeling | Stemmefordeling | Stemmefordeling | Stemmefordeling | Stemmefordeling |
| --------------- | --------------- | --------------- | --------------- | --------------- |
|                 |                 |                 |                 |                 |
| Smer-SD         | Smer-SD         |                 | 24.10%          | 24.10%          |
| KDH             | KDH             |                 | 13.22%          | 13.22%          |
| SDKÚ-DS         | SDKÚ-DS         |                 | 7.75%           | 7.75%           |
| OĽaNO           | OĽaNO           |                 | 7.46%           | 7.46%           |
| NOVA-KDS-OKS    | NOVA-KDS-OKS    |                 | 6.83%           | 6.83%           |
| SaS             | SaS             |                 | 6.67%           | 6.67%           |
| SMK-MKP         | SMK-MKP         |                 | 6.53%           | 6.53%           |
| M-H             | M-H             |                 | 5.83%           | 5.83%           |
| TIP             | TIP             |                 | 3.70%           | 3.70%           |
| SNS             | SNS             |                 | 3.61%           | 3.61%           |